# عین التینه (القلمون)
عین التینه (به عربی: عین التینة) یک منطقهٔ مسکونی در سوریه است که در استان ریف دمشق واقع شده‌است. عین التینه ۳٬۲۰۶ نفر جمعیت دارد.